# Bělá (Bělá pod Pradědem)
Bělá (do roku 1945 Waldenburg, do 1949 Valdenburk, německy Waldenburg, polsky Biała) je malá vesnice, část obce Bělá pod Pradědem v okrese Jeseník. Vesnicí protéká Bělá. Prochází tudy silnice II/450.
Bělá leží v katastrálním území Domašov u Jeseníka o výměře 57,17 km2.

## Historie
Bělá - Waldenburg byla založena roku 1798 biskupem Josefem Christianem von Hohenlohe, Waldenburg, Bartenstein und Pfedelbach. První pokus o založení proběhl už v roce 1796. V roce  1805 měla osada už 40 domovních čísel se 132 obyvateli. Až do konce patrimoniální správy roku 1850 patřila osada Bělá k panství Frývaldov patřícímu vratislavskému biskupství, v letech 1850 až 1964 byla osadou obce Domašov. Nové poválečné jméno bylo převzato od říčky Bělé, na jejímž horním toku se vesnice nalézá, a následně roku 1964 využito – s přívlastkem „pod Pradědem“ – pro název nové obce vzniklé sloučením Domašova a Adolfovic.
V současnosti je Bělá, nacházející se v bezprostřední blízkosti nejvyšších partií Hrubého Jeseníku, především rekreační oblastí.

## Obyvatelstvo
| Rok            | 1869 | 1880 | 1890 | 1900 | 1910 | 1921 | 1930 | 1950 | 1961 | 1970 | 1980 | 1991 | 2001 | 2011 | 2021 |
| -------------- | ---- | ---- | ---- | ---- | ---- | ---- | ---- | ---- | ---- | ---- | ---- | ---- | ---- | ---- | ---- |
| Počet obyvatel | 283  | 257  | 238  | 229  | 203  | 178  | 183  | 95   | 45   | 31   | 19   | 24   | 17   | 23   | 18   |
| Počet domů     | 46   | 51   | 50   | 50   | 49   | 50   | 49   | 49   | 49   | 10   | 6    | 8    | 7    | 11   | 11   |

V Bělé je evidováno 35 adres: 10 čísel popisných (trvalé objekty) a 25 čísel evidenčních (dočasné či rekreační objekty). Při sčítání lidu roku 2001 zde bylo napočteno 7 domů, všechny trvale obydlené.

## Pamětihodnosti
- přírodní rezervace Vysoký vodopád – vodopád pod Malým Dědem, nejvyšší v Hrubém Jeseníku, vzácná mechová společenstva
- lípa malolistá u silnice na Vidly (památný strom)
- nad Bělou se nachází národní přírodní rezervace Praděd, zvlášť přísně chráněná nejvyšší partie Hrubého Jeseníku, která je současně evropsky významnou lokalitou pro řadu chráněných druhů živočichů a rostlin

## Galerie

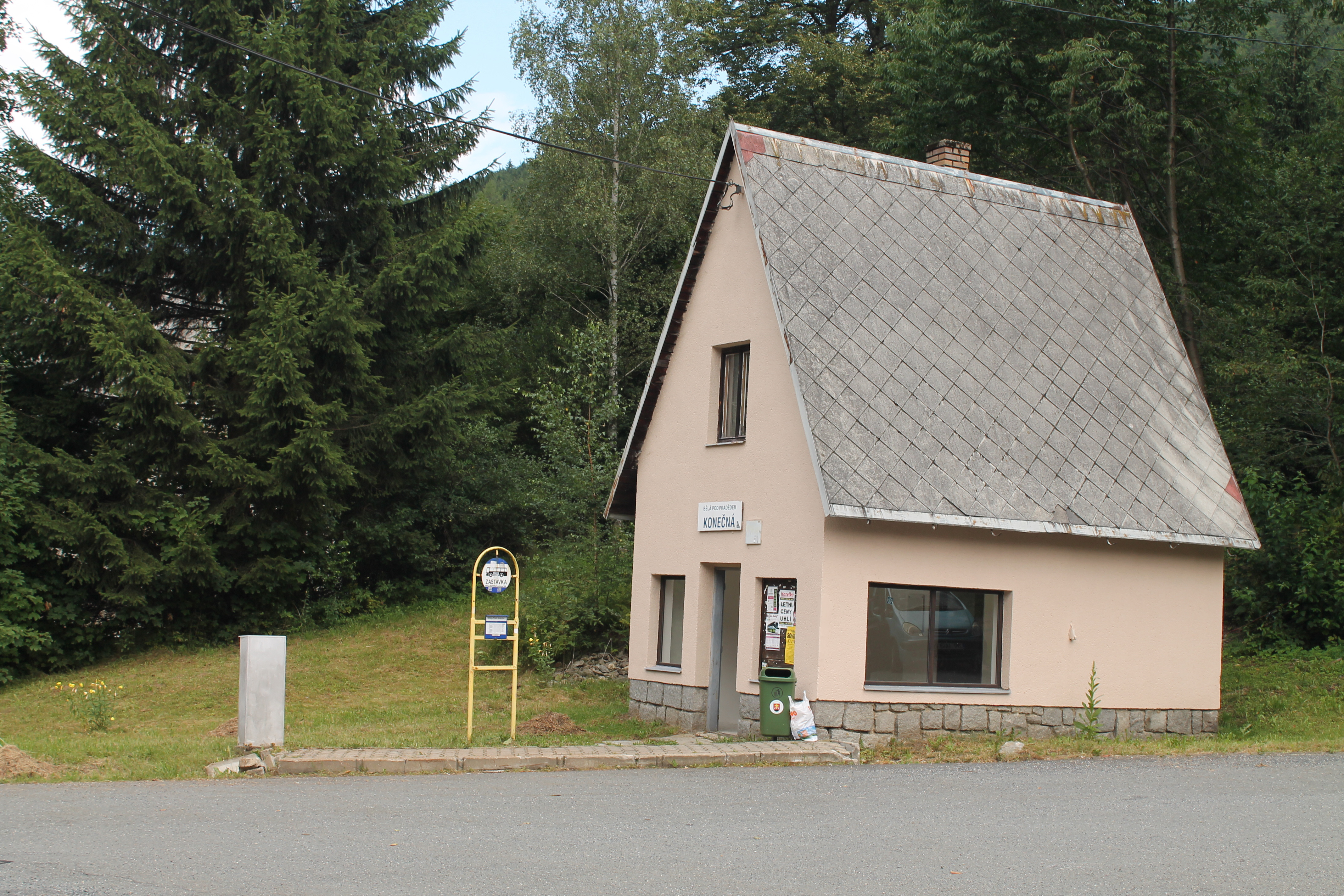
Autobusová zastávka
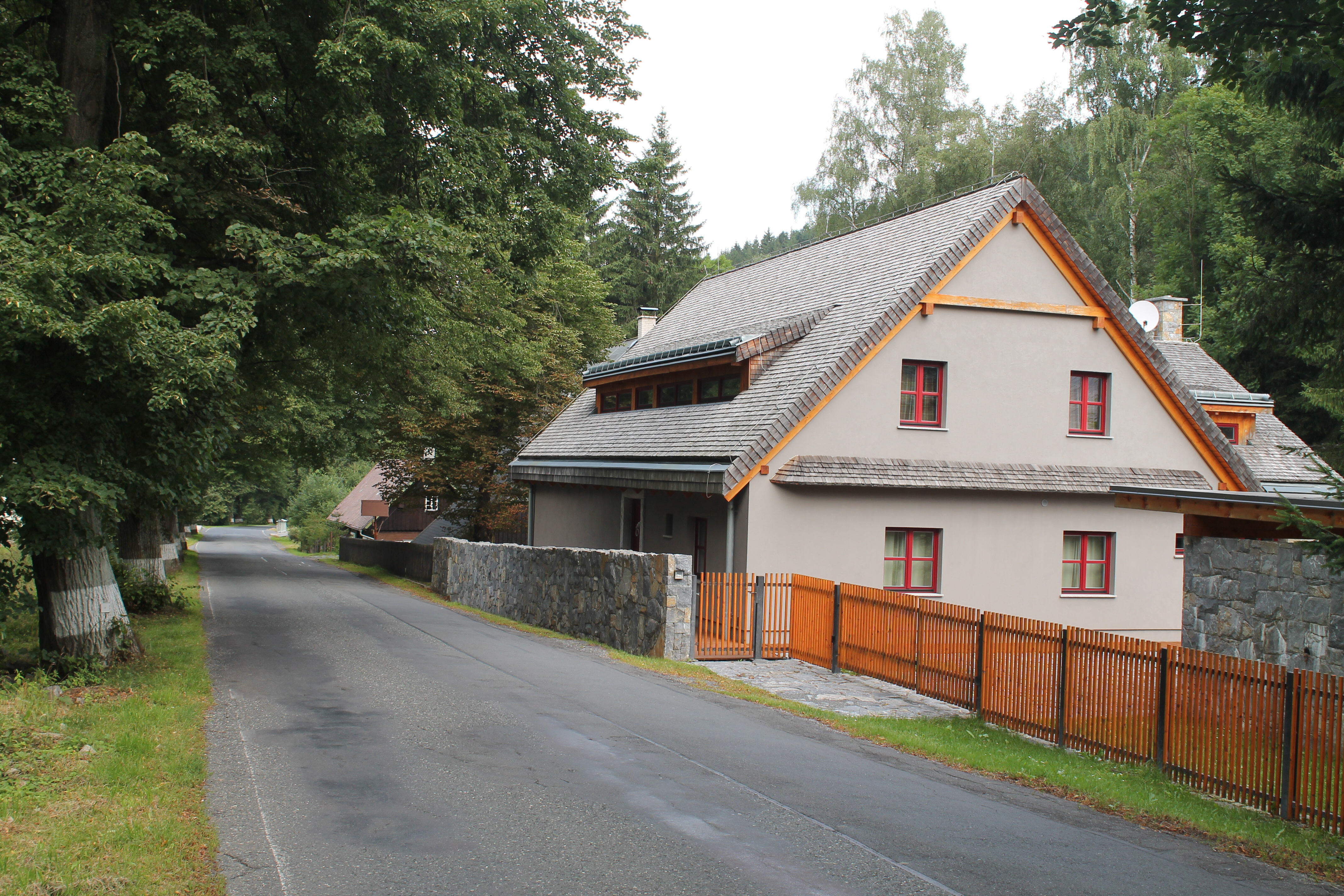
Dům č.ev. 136
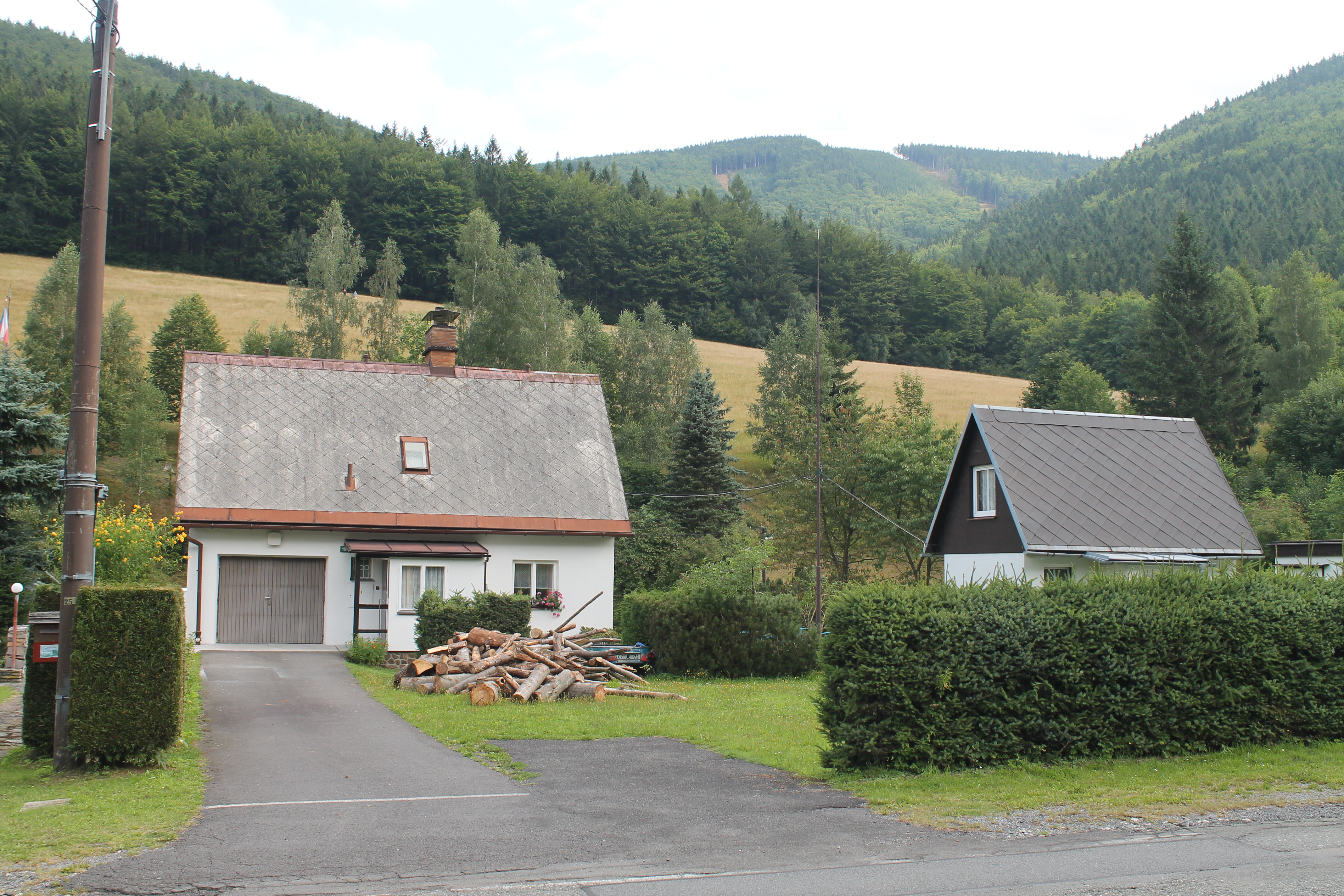
Zástavba v Bělé
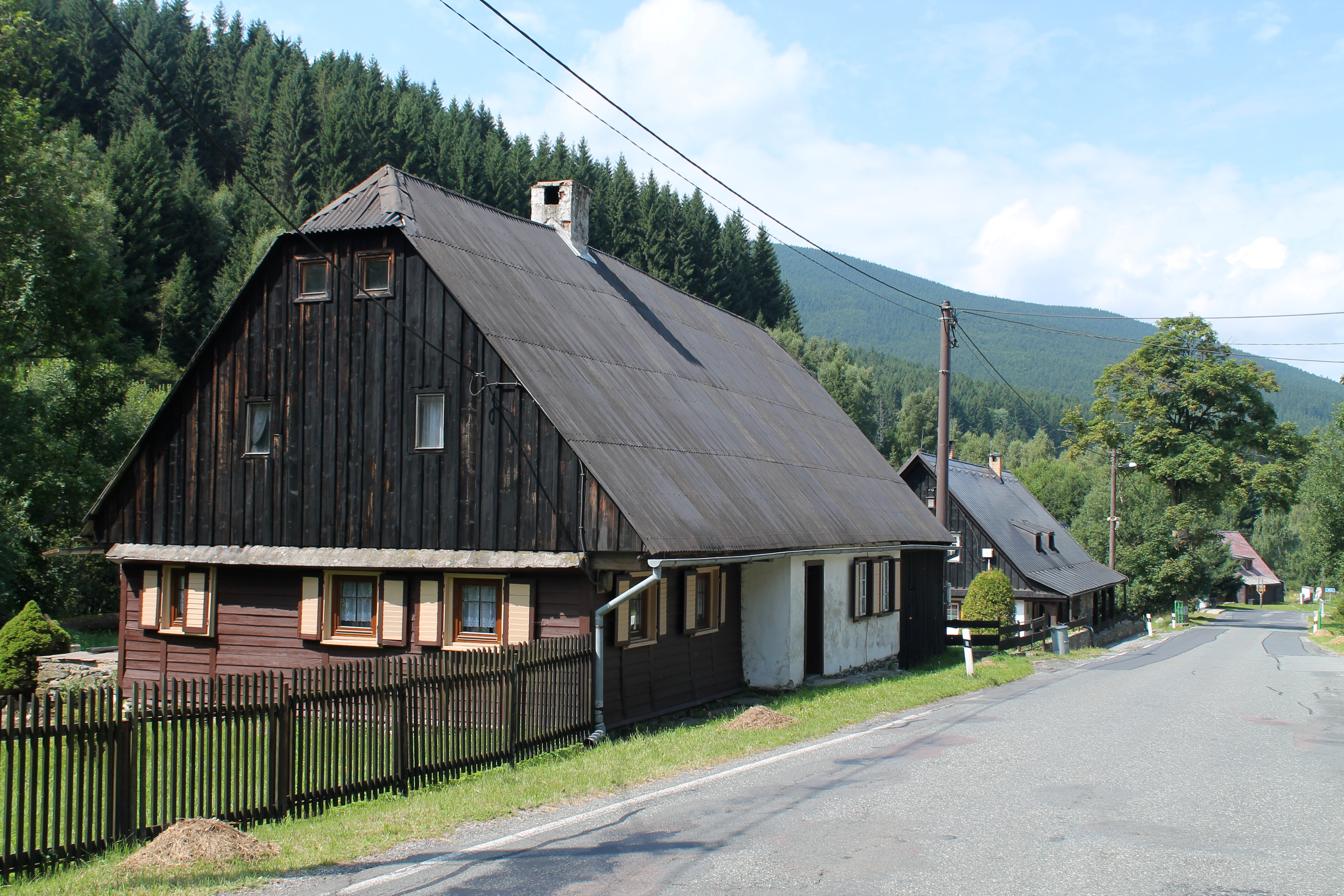
Dům č.ev. 52
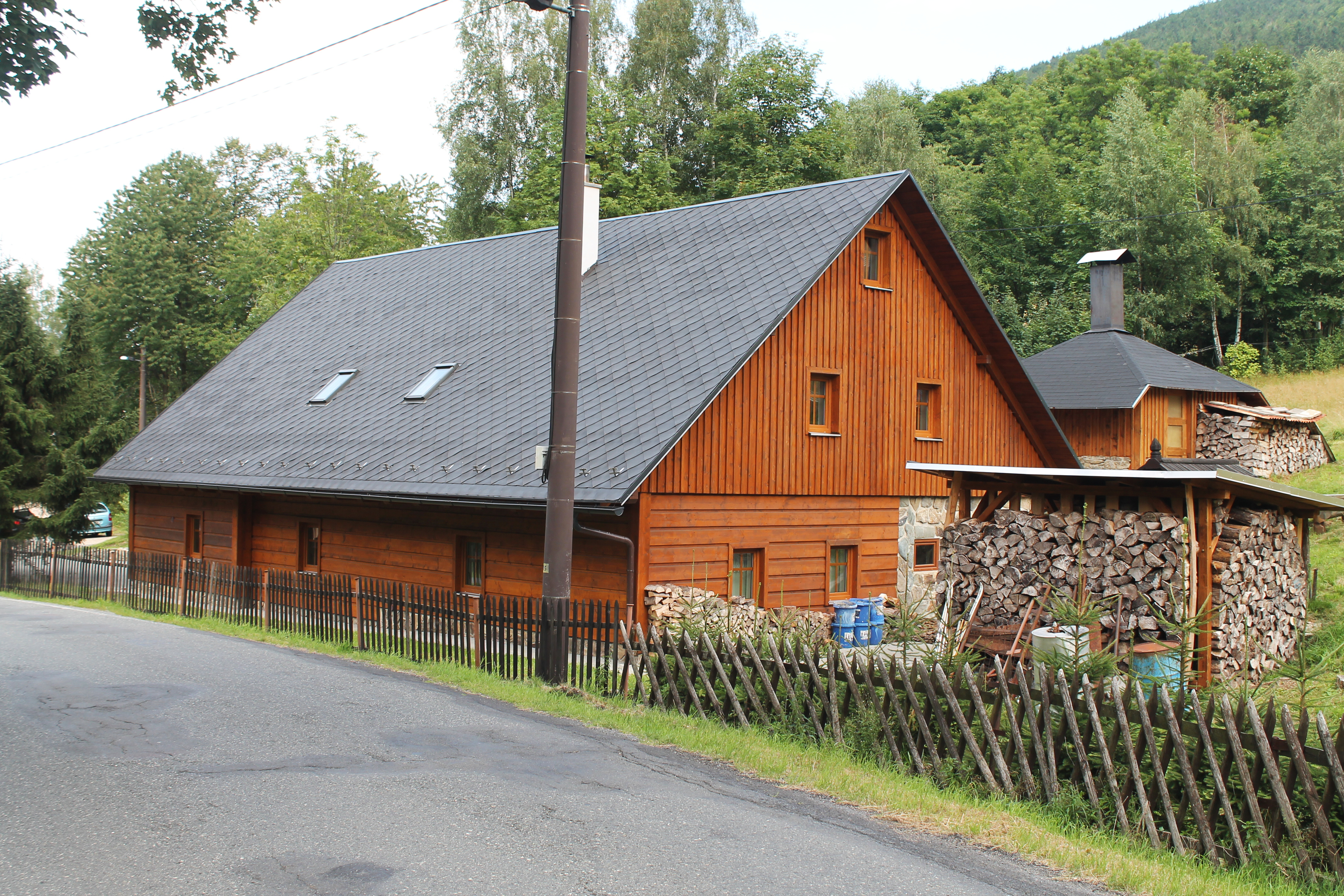
Dům č.ev. 53